# Thanksgiving Point
Thanksgiving Point är en udde i Antarktis. Den ligger i Västantarktis. Nya Zeeland gör anspråk på området.
Terrängen inåt land är varierad. Trakten är obefolkad. Det finns inga samhällen i närheten.